# Dragosinjci
Dragosinjci (en serbe cyrillique : Драгосињци) est un village de Serbie situé sur le territoire de la ville de Kraljevo, district de Raška. Au recensement de 2011, il comptait 656 habitants.

## Démographie

### Évolution historique de la population
| 1948 | 1953 | 1961 | 1971 | 1981 | 1991 | 2002 | 2011 |
| ---- | ---- | ---- | ---- | ---- | ---- | ---- | ---- |
| 849  | 915  | 873  | 803  | 809  | 746  | 672  | 656  |

|  |